# Ingeniería de tráfico (transporte)

Esquema de una turboglorieta.

La Ingeniería de tráfico o de tránsito es una rama de la  ingeniería del transporte que trata sobre la planificación, diseño y operación de tráfico en las calles, carreteras y autopistas, sus redes, infraestructuras, tierras colindantes y su relación con los diferentes medios de transporte consiguen una movilidad segura, eficiente y conveniente tanto de personas como de mercancías.

## Generalidades
Se entiende por ingeniería de transportes y vías, el conjunto de conocimientos, habilidades, destrezas, prácticas profesionales, principios y valores, necesarios para satisfacer las necesidades sociales sobre movilidad de personas y bienes.
La ingeniería de transportes y vías, es una especialidad de la profesión de ingeniería, basada en la aplicación de las ciencias físicas, matemáticas, la técnica y en general el ingenio, en beneficio de la humanidad. 
El ingeniero de tráfico, en vez de tratar con la construcción de una nueva infraestructura, está encargado del dimensionamiento y diseño de la infraestructura para lograr un flujo de tráfico eficiente y de la evaluación de los sistemas de tráfico para optimizar el uso de esa infraestructura vial.  Dentro de los elementos de control de tráfico están las Señales de tráfico, semáforos, paneles, sensores, etc., con el fin de lograr una operación segura y eficiente en la infraestructura vial.

## Funciones del ingeniero de tráfico

### Diseñar
El ingeniero de tráfico es aquel encargado del diseño de:
- intersecciones viales
- planes semafóricos
- demarcación de las vías
- señalización vertical

### Evaluación del desempeño de la infraestructura vial

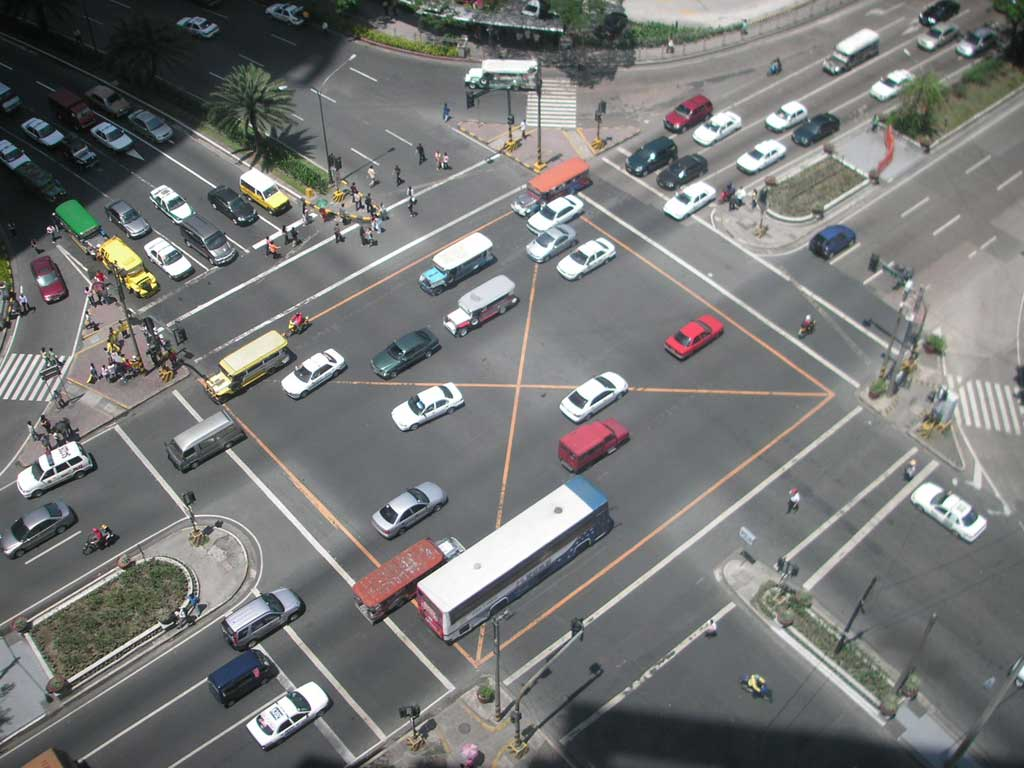
Compleja intersección semaforizada

Cualquier infraestructura vial es susceptible de ser evaluada para saber qué tan buen servicio está presentando. Por ejemplo, puede pasar que la alta demanda en una vía haga que se presenten grandes demoras. El ingeniero de transporte, por medio de la metodología de nivel de servicio puede calificar de A (lo mejor) a F (lo peor) la calidad de servicio que está presentando esta vía.

### Proyectar el tráfico
Los ingenieros de tráfico, de la mano con los ingeniero de transportes encargados de la modelización de transporte se encargan de proyectar el tráfico que habrá en el futuro, con el fin de tomar las medidas necesarias para que los sistemas de tráfico presenten un servicio al menos aceptable.

## Rol del ingeniero de tráfico
Hasta hace no mucho, los ingenieros de tráfico se limitaban a diseñar la infraestructura para los tráficos futuros. Si la demanda crecía fuertemente, los ingenieros de tráfico sugerían la adición de carriles; incluso la adición de vías urbanas de dos pisos.
Hoy en día, a causa de la necesidad de un transporte sostenible, se tiende a construir menos vías y a lograr que las personas utilicen otros modos que sean más eficientes en el uso del espacio como el transporte público o la bicicleta. Los métodos de gestión de la demanda de transporte complementan muy bien la ingeniería de tráfico.

## Críticas a la ingeniería de tráfico
Históricamente, la ingeniería de tráfico ha tendido como elemento de diseño el vehículo equivalente. Es decir, que el ingeniero diseñaba, planificaba y evaluaba infraestructura vial para automóviles. Recientemente, especialmente con la entrada de sistemas BRT, se ha cuestionado el hecho de contar vehículos en vez de personas (un carril de un BRT puede mover hasta 40 000 personas en una hora, mientras que un carril de tráfico vehicular puede mover 2000 vehículos que se traducen por ejemplo 2800 personas).

## Líneas de trabajo
Las principales líneas de trabajo de los ingenieros de tráfico son:
- Planificación de tráfico y transporte.
- Señalización y regulación semafórica.
- Dirección e ingeniería de tráfico.
- Evaluación y asesoramiento del impacto de tráfico.
- Simulación y modelización de transporte.
- Planificación de eventos especiales.
- Política y planificación de estacionamientos.
- Proyectos de peatonalización y ciclorutas.
- Sistemas de transporte inteligente (ITS-Intelligent Transportation System).
- Seguridad vial.
- Análisis financiero y económico de transporte.
- Planeación de puertos.
- Encuestas e investigación de transporte.
- Consultas a la población.